# Campodorus rubidus
Campodorus rubidus là một loài tò vò trong họ Ichneumonidae.